# HD 17092
HD 17092 is een oranje reus in het sterrenbeeld Perseus met een spectraalklasse K0III. De ster met schijnbare magnitude 7,73 is niet met het blote oog zichtbaar. De ster is ongeveer 729 lichtjaar van ons vandaan. De oppervlaktetemperatuur is ongeveer 4650 kelvin. De ster heeft een massa van ongeveer 2,3 keer die van de Zon.
In mei 2007 werd de exoplaneet HD 17092 b ontdekt bij de ster met behulp van de Hobby-Eberly Telescope. De planeet is een gigantische gasreus die om de ster draait in ongeveer 360 dagen met een afstand van ongeveer 1,29 AE.